# Simulium tsheburovae
Simulium tsheburovae es una especie de insecto del género Simulium, familia Simuliidae, orden Diptera.

## Taxonomía
Fue descrita científicamente por Rubtsov, 1956. Fue publicada en Blackflies (fam. Simuliidae). Fauna SSSR (new series) 64.